# Petrer
Pour les articles homonymes, voir Petrel.
Petrer, en valencien et officiellement (Petrel en castillan), est une commune de la province d'Alicante, dans la Communauté valencienne, en Espagne. Elle est située dans la comarque du Vinalopó Mitjà et dans la zone à prédominance linguistique valencienne. Sa population s'élevait à 34 757 habitants en 2013.

## Géographie

Localisation de Petrer
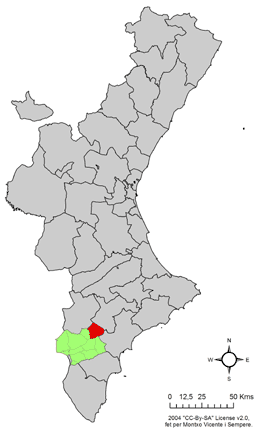
dans la Communauté valencienne.
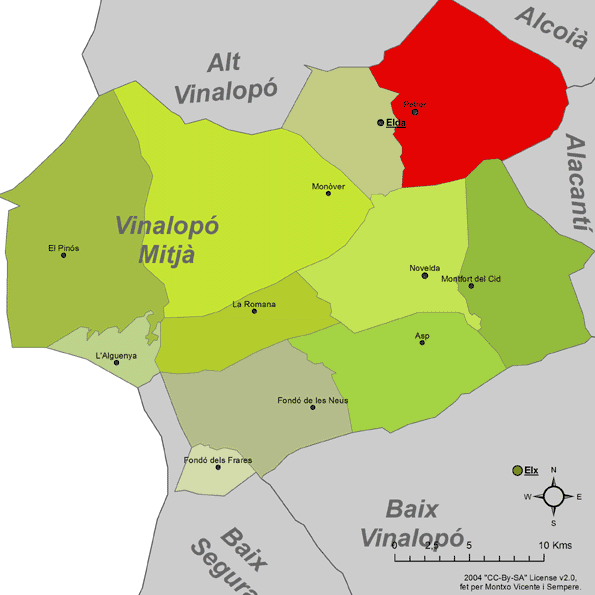
dans la comarque du Vinalopó Mitjà.